# Jowhar
Jowhar (ook: Jawhar of Giohar) is een stad in Somalië en is de hoofdplaats van de regio Midden-Shabelle.

Jowhar telt naar schatting 38.000 inwoners.